# Arthur Lawson
Arthur Lawson (Sunderland, 1908 – Londra, 1970) è stato uno scenografo britannico.

## Filmografia parziale
- Scarpette rosse (1948)
- I racconti di Hoffmann (1951)
- Oh... Rosalinda!! (1955)
- La battaglia di Rio della Plata (1956)
- La tigre (Harry Black), regia di Hugo Fregonese (1958)
- L'occhio che uccide (1960)
- L'affondamento della Valiant (1962)
- Stato d'allarme (1965)
- Doppio bersaglio (1967)